# Departamento de Chiquinquirá
El departamento de Chiquinquirá es un extinto departamento de Colombia. Fue creado el 5 de agosto de 1908, siendo parte de las reformas administrativas del presidente de la república Rafael Reyes respecto a división territorial. El departamento duró poco, pues el mismo Reyes lo suprimió el 31 de agosto del mismo año por medio del decreto 916, asignando los municipios que lo conformaban a los departamentos de Zipaquirá y Tunja.

## División territorial
El departamento con capital en Chiquinquirá estaba conformado de los municipios que formaban las provincias de Occidente y Ubaté, la primera del extinguido departamento de Boyacá, y la segunda del extinguido departamento de Quesada, por los límites de aquel entonces.
Las provincias estaban conformadas así:
- Provincia de Occidente: Chiquinquirá (capital), Briceño, Buenavista, Caldas, Coper, Maripí, Muzo, Pauna, Ráquira, Saboyá, Sutamarchán y Tinjacá.

- Provincia de Ubaté: Ubaté (capital), Cucunubá, Carmen de Carupa, Fúquene, Guachetá, Lenguazaque, Sutatausa, Susa, Simijaca y  Tausa.